# Ундервуд
Ундервуд — музичний колектив, заснований у 1995 році в Сімферополі. Активну творчу і концертну діяльність група почала після переїзду до Москви в 2000 р.

## Назва гурту
Як назва групи була обрана марка друкарської машинки. Цю машинку в антикварному магазині придбав Максим Кучеренко, один із засновників групи.

## Історія
Починаючи з 1995 група у складі Максима Кучеренко, Володимира Ткаченка і барабанщика «Провулка» виступала як вуличні музиканти на набережних Ялти, Алушти, також дала несанкціонований виступ на даху поліклініки кримського медінституту. Виступила на концертах в Сімферополі, Євпаторії, Севастополі.
Днем народження групи вважається 8 грудня 1995 року, коли група виступила з концертом в кафе-барі «Річковий» р. Сімферополя.
У 1995—1996 роках молода група дає концерти в Сімферополі, Євпаторії, Севастополі. Продовжує давати несанкціоновані концерти на даху. В той час, група складалася з п'яти чоловік: Ткаченко, Кучеренко, Кестер, Чемоданов, Кисловський. Періодично до складу групи включалися В. Ігнатьєв (тромбон), М. Корольов (гітара), В. Царук (барабани), А. Гончаров (гітара), А. Дербеньов (бас). На цей період припадають і перші записи «Ундервуда».
У 1997 група дає рок-концерти в рамках півострова Крим і акустико-поетичні зустрічі на берегах Дніпра в Херсоні з групою «Levый Strauss».

## Склад гурту
- Володимир Ткаченко — вокал/клавіші
- Максим Кучеренко — вокал/гітара
- Андрій Гагауз — бас-гітара
- Володимир Корнієнко (Корней) — гітара
- Володимир Бусель — барабани

## Дискографія
Студійні альбоми:
- Всё пройдет, милая (29 травня 2002)
- Красная кнопка (червень 2003)
- Бабло побеждает зло (15.09.2005)
- Опиум для народа (24.05.2007)
- Все, кого ты так сильно любил (8.10.2008)
- Бабл-гам (31.11.2011)
- Самая красивая девушка в мире (сингл, 2013)
- Женщины и дети (2013)
- Без Берегов (2015)

## Збірники
- Збірник альбомів гурту в форматі MP3 (2006)

Включає:
- три студійних альбоми «Ундервуда» з додатковими піснями, присутніми на подарункових виданнях;
- три відеокліпи гурту;
- три альбоми інших виконавців: «Горна», Гуджи Бурдули и Tomato Jaws.

## Відеокліпи
1. Гагарин, я Вас любила! 2001
2. Парабеллум 2001
3. Все, что надо 2002
4. Бабло победит зло 2005
5. Очень хочется в Советский союз (2009)
6. Молодые львы
7. Йога и алкоголь
8. Ангелы и аэропланы
9. Платье В Горошек (2012)
10. Самая красивая девушка в мире.
11. Женщины и дети.
12. Крым